# Michel Peyramaure
Michel Peyramaure, né le 30 janvier 1922 à Brive-la-Gaillarde (Corrèze) et mort le 11 mars 2023 dans la même ville, est un romancier français.
Associé à l'école de Brive, un courant du roman de terroir, et auteur de plus d'une centaine de livres, M. Peyramaure est considéré comme un maître du genre du roman historique. Il a reçu en 1979 le grand prix de littérature de la SGDL pour l'ensemble de son œuvre.

## Biographie
À sa sortie du collège, Michel Peyramaure travaille dans l'imprimerie de son père, où il compose ses premiers poèmes, puis devient journaliste à La Montagne, avant de se consacrer à l'écriture littéraire[réf. souhaitée]. En 1954, il publie son premier roman, Paradis entre quatre murs, aux éditions Robert Laffont. L'année suivante paraît son premier ouvrage historique, Le Bal des ribauds, régulièrement réédité.
Auteur très prolifique, Michel Peyramaure se consacre à l'histoire de France, en particulier à travers l'histoire de ses provinces, ce qui inscrit son œuvre dans la littérature de terroir. Avec Claude Michelet et Denis Tillinac, il fonde dans les années 1980 l'École de Brive, mouvement d'écrivains de Corrèze, dans la tradition du roman populaire du XIXe siècle.
Il est également l'auteur de nombreuses biographies de personnages historiques tels que Jeanne d'Arc, Henri IV, Louis XVI ou Napoléon, mais aussi d'artistes comme Suzanne Valadon ou  Sarah Bernhardt. D'éminents critiques[réf. nécessaire] l'ont proclamé « premier des romanciers de l'Histoire ».
En 1979, il reçoit le grand prix de littérature de la SGDL pour l'ensemble de son œuvre. D'autres prix lui ont été attribués, notamment le prix Alexandre-Dumas, ou le prix ouest du Printemps du Livre[réf. souhaitée].
Il est l'auteur d'une centaine de romans, la plupart consacrés à l'histoire de France, mais aussi d'articles, de préfaces, de livres de souvenirs ou d'ouvrages à caractère touristique.
Il meurt le 11 mars 2023 à Brive-la-Gaillarde à l'âge de 101 ans, et est incinéré à Allassac.

## Œuvres
- Paradis entre quatre murs, Robert Laffont, 1954
- Le Bal des ribauds, Robert Laffont, coll. « Couleurs du temps passé », 1955 ; réédition, Les Monédières, 1983  (ISBN 978-2-9034-3828-9)
- Divine Cléopâtre, Robert Laffont, coll. « Couleurs du temps passé », 1957
- Les Lions d'Aquitaine, Robert Laffont, 1957
- L’Aigle des deux royaumes (Aliénor d'Aquitaine), Robert Laffont, coll. « Couleurs du temps passé », 1959
- Dieu m'attend à Médina, le roman d'Isabelle la Catholique, Robert Laffont, 1960
- La Fille des grandes plaines, Robert Laffont, coll. « Bibliothèque pour tous », 1963
- Les Cendrillons de Monaco, Robert Laffont, coll. « L' Amour et la couronne », 1964
- Les Dieux de plumes, Presses de la Cité, 1965
- La Vallée des mammouths, Robert Laffont, coll. « Plein Vent » no 10, 1966 ; réédition, Gallimard-Jeunesse, coll. « Folio junior, série plein vent », no 108, 1980
- Les Colosses de Carthage, Robert Laffont, coll. « Plein Vent » no 29, 1967 ; réédition, Pocket, septembre 1999 (ISBN 978-2-2660-9198-5)
- Cordillère interdite, Robert Laffont, coll. « Plein Vent » no 62, 1970
- Le Chevalier de paradis, Casterman, coll. « La Palme d'or », 1971 ; réédition, Lucien Souny, juin 1991 (ISBN 978-2-9052-6252-3)
- Le Rétable, Robert Laffont, mars 1971 ; réédition sous le titre Le Retable, L. Souny, 1990
- L'Œil arraché, Robert Laffont, 1974
- L’Auberge de la mort : l'énigme de Peyrebeille, 1833 (l'histoire vraie de l'auberge sanglante à Peyrebeille), Éditions Pygmalion, coll. « Bibliothèque infernale », 1976 ; réédition sous le titre L'Auberge rouge : l'énigme de Peyrebeille, 1833, Éditions Pygmalion, coll. « Bibliothèque infernale », 2001
- Nous irons décrocher les nuages, Robert Laffont, coll. « Plein Vent » no 116, 1976
- La Passion Cathare :
  - Vol. 1 : Les Fils de l’orgueil, Robert Laffont, 1977  (ISBN 978-2-2210-0124-0)
  - Vol. 2 : Les Citadelles ardentes, Robert Laffont, 1978  (ISBN 978-2-2210-0144-8)
  - Vol. 3 : La Tête du dragon, Robert Laffont, 1978  (ISBN 978-2-2210-0125-7)
- Autour du Limousin, texte de Michel Peyramaure ; lithographies originales de Jean-Baptiste Valadié, Plaisir du livre, 1977
- Sentiers et randonnées du Limousin, cartes exécutées par Michel Pluvinage, Fayard, 1979
- La Lumière et la Boue (roman de la guerre de Cent Ans)
  - Vol. 1 : Quand surgira l’étoile Absinthe, Robert Laffont, 1980  (ISBN 978-2-2210-0442-5)
  - Vol. 2 : L’Empire des fous, Robert Laffont, 1980  (ISBN 978-2-2210-0575-0)
  - Vol. 3 : Les Roses de fer, Robert Laffont, 1981  (ISBN 978-2-2210-0681-8)
- L'Orange de Noël, Robert Laffont, 1982  (ISBN 978-2221-008478)
- Le Printemps des pierres, Robert Laffont, février 1983 (ISBN 978-2-2210-1119-5)
- Les Montagnes du jour : monographie sentimentale des Monédières, Éditions les Monédières, 1983
- Les Empires de cendre (La conquête de la Gaule vue par César et un jeune grec intégré en pays Arvernes) : 
  - Les Portes de Gergovie, Robert Laffont, décembre 1983 (ISBN 978-2-2210-4250-2)
  - La Chair et le Bronze, Robert Laffont, février 1985 (ISBN 978-2-2210-4645-6)
  - La Porte noire, Robert Laffont, février 1986 (ISBN 978-2-2210-4982-2)
- Amour du Limousin, photogr. de Bernard Tardien et Jean-François Amelot, Pierre Fanlac éditeur, 1986
- La Caverne magique, Robert Laffont, juin 1986 (ISBN 978-2221-050286)
- La Division maudite (roman-document sur la marche de l'armée allemande de Montauban au front de Normandie, par Tulle et Oradour-sur-Glane), Robert Laffont, 1987
- La Passion Béatrice (d'après le scénario original de Colo Tavernier O'Hagan), Robert Laffont, octobre 1987 (ISBN 978-2-2210-5419-2)
- Je suis Napoléon (roman jeunesse), Belfond, 1989
- Les Dames de Marsanges :
  - Vol. 1 : Les Dames de Marsanges, Robert Laffont, mai 1988 (ISBN 978-2-2210-5602-8)
  - Vol. 2 : La Montagne terrible, Robert Laffont, février 1989 (ISBN 978-2-2210-5940-1)
  - Vol. 3 : Demain, après l'orage, Robert Laffont, mars 1990 (ISBN 978-2-2210-6734-5)
- Napoléon : Chronique romanesque :
  - Vol. 1 : L’Étoile Bonaparte, Robert Laffont, 1991
  - Vol. 2 : L’Aigle et la Foudre, Robert Laffont, 1991
- Les Flammes du paradis, Robert Laffont, mai 1992 (ISBN 978-2-2210-7404-6)
- Les Tambours sauvages (roman sur les premiers colons français dans la colonie française de Canada), Presses de la Cité, 1992
- Le Beau Monde. Histoire d'Anna Labrousse, servante, Robert Laffont, janvier 1994 (ISBN 2-7242-8125-X)
- Les Demoiselles des écoles, Robert Laffont, 1994  (ISBN 978-2-7242-8922-0)
- Pacifique sud - Bougainville à Tahiti, Presse de la Cité, avril 1994 (ISBN 978-2-2580-0097-1)
- Martial Chabannes, gardien des ruines, Éditions Seghers, 1995
- Louisiana (l'épopée des premiers colons français de Louisiane), Presses de la Cité, 1996
- Un monde à sauver, Bartillat, 1996
- Cléopâtre, reine du Nil, Robert Laffont, mai 1997 (ISBN 978-2-2210-8584-4)
- Henri IV
  - Vol. 1 : L'Enfant roi de Navarre (+ appendice Despeches de guerre & d'amour du Béarnais), Robert Laffont, 1998
  - Vol. 2 : Ralliez-vous à mon panache blanc !, Robert Laffont, 1998
  - Vol. 3 : Les Amours, les Passions et la Gloire, Robert Laffont, 1998
- Suzanne Valadon :
  - Vol. 1 : Les Escaliers de Montmartre, Robert Laffont, 1998
  - Vol. 2 : Le Temps des ivresses, Robert Laffont, 1998
- Lavalette, grenadier d'Égypte, Robert Laffont, 1998  (ISBN 978-2-2210-8733-6)
- La Tour des anges - Le palais des papes en Avignon, Robert Laffont, 1998
- La Cabane aux fées et autres histoires mystérieuses, Éditions du Rocher, coll. « Mystères des provinces », 1999
- Jeanne d'Arc
  - Vol. 1 : Et Dieu donnera la victoire, Robert Laffont, 1999
  - Vol. 2 : La Couronne de feu, Robert Laffont, 1999
- Vu du clocher, Bartillat, 1999
- Les Chiens sauvages, Robert Laffont, 2000
- Le Roman des Croisades :
  - La Croix et le Royaume, Robert Laffont, 2001
  - Les Étendards du Temple, Robert Laffont, 2001
- Le Roman de Catherine de Médicis, Presse de la Cité, 2002
- La Divine - Le Roman de Sarah Bernhardt, Robert Laffont, mai 2002
- Le Bonheur des Charmettes, éditions de la Table Ronde, 2002 ; réédition, éditions de Borée, octobre 2008 (jeunesse de Jean-Jacques Rousseau)
- Fille de la colère. Le Roman de Louise Michel, Robert Laffont, janvier 2003
- Balades des chemins creux, nouvelles, éditions Anne Carrère, 2003
- Les Bals de Versailles, Robert Laffont, décembre 2003 (sur les amours de Louis XIV)
- Un château rose en Corrèze, Presses de la Cité, coll. « Romans Terres de France », 2003
- Le Pays Cathare en aquarelles, Ouest-France, 2003 (livre touristique sur le Languedoc-Roussillon
- Soupes d'orties, Anne Carrière, 2003
- Les Grandes Falaises (roman de la Préhistoire), Presses de la Cité, 2003
- Les Amants maudits - George Sand, Musset, Chopin, Robert Laffont, 2004
- Les Fleuves de Babylone, Presses de la Cité, novembre 2005
- Les Fêtes galantes, Robert Laffont, 2005
- Le Parc-aux-Cerfs, Robert Laffont, 2005
- Le Temps des moussons, Presses de la Cité, 2006  (ISBN 2-258-07162-3)
- Les Prisonniers de Cabrera- L'Exil forcé des soldats de Napoléon
- Les Trois Bandits :
  - Vol. 1 : Cartouche, Robert Laffont, mai 2006 (ISBN 978-2-2211-0670-9)
  - Vol. 2 : Mandrin, Robert Laffont, février 2007 (ISBN 978-2-2211-0689-1)
  - Vol. 3 : Vidocq, Robert Laffont, mai 2007 (ISBN 978-2-2211-0690-7)
- Le Chat et la Plume, La Lauze, octobre 2007 (ISBN 978-2-3524-9022-7)
- La Petite Danseuse de Degas, Paris, Bartillat, 2007  (ISBN 978-2-8410-0399-0)
- La Vallée endormie Robert Laffont, 2007
- Les Femmes de la Révolution :
  - Vol. 1 : La Reine de Paris - Le Roman de Madame Tallien, Robert Laffont, 2008
  - Vol. 2 : L’Ange de la paix - Le Roman d'Olympe de Gouges, Robert Laffont, novembre 2008
  - Vol. 3 : Les Grandes Libertines - Le Roman de Sophie Arnould et Françoise Raucourt, Robert Laffont, 2009
- Conditionnel passé, texte in Inconnues corréziennes, résonance d'écrivains, ouvrage collectif, éditions Libel, 2009
- Les Villes du silence - Le Roman des Étrusques, Calmann-Lévy, mai 2010 (ISBN 978-2-7021-4108-3)
- Le Bal des célibataires (suite de L'Orange de Noël, ce roman a été écrit postérieurement au téléfilm éponyme et s'est librement inspiré de son scénario original).
- Batailles en Margeride, éditions du Rouergue, mars 2005 (sur les maquis de la Résistance en Limousin)
- Le Château de la chimère, éditions de la Table ronde, 2009
- La Confession impériale, Robert Laffont, 2010  (ISBN 978-2-221-11642-5)
- Tempête sur le Mexique, Calmann-Lévy, 2011  (ISBN 978-2-7021-4176-2)
- Un vent de paradis - Le Roman des troubadours, NIL, 2011  (ISBN 978-2-2211-2604-2)
- Mourir pour Saragosse, Calmann-Lévy, 2012  (ISBN 978-2-7021-4285-1)
- Beaux Nuages du soir, Robert Laffont, 2012  (ISBN 978-2-221-13105-3)
- Les Folies de la duchesse d’Abrantès, Calmann-Lévy, 2013  (ISBN 978-2-7021-4440-4)
- Les Rivales : Lucrèce Borgia et Isabelle d'Este, Robert Laffont, 2014  (ISBN 978-2-2211-4668-2)
- La Maison des tourbières, Calmann-Lévy, 2015  (ISBN 978-2-7021-5732-9)
- Un château rose en Corrèze, Presse de la Cité, coll. « Terres de France », 2003 et 2011
- Le Pays du bel espoir, Presse de la Cité, 2004
- Les Roses noires de Saint-Domingue, Presse de la Cité, coll. « Sud lointain », 2007  (ISBN 978-2-2580-7420-0)
- La Porte du non-retour, Presse de la Cité, 2008
- Les Épées de feu, Robert Laffont, 2013  (ISBN 978-2-2211-3981-3)
- L’Orpheline de la forêt Barade, Calmann-Lévy, 2014
- Trois Cavaliers dans la forêt, Ouest-France, 2017
- Les Tentes noires, Calmann-Lévy, septembre 2018
- Le Sabre de l’Empire, Robert Laffont, 2015  (ISBN 978-2-2211-8922-1)
- La Non Pareille, Calmann-Lévy, 2019  (ISBN 978-2-7021-6696-3)
- La Scandaleuse, Calmann-Lévy, 2020  (ISBN 978-2-7021-6894-3)
- La Vie passionnée : le roman de Marceline Desbordes-Valmore, Calmann-Lévy, 2021  (ISBN 978-2-7021-8409-7)
- Inventaire avant fermeture : vivre en province, Calmann-Lévy, 2021  (ISBN 978-2-7021-8404-2)

## Prix et distinctions
- En 1979, il obtient le Grand Prix de littérature de la Société des Gens de Lettre (SGDL) pour l'ensemble de son œuvre[3].
- En 1995, il obtient le prix ouest du Printemps du Livre pour Les demoiselles des Ecoles[4].